# Лобакин
Лобакин — хутор в Суровикинском районе Волгоградской области России. 
Административный центр Лобакинского сельского поселения. 

## География
Расположен на берегу реки Добрая.

## История
История хутора насчитывает без малого три столетия. А ещё раньше здесь проходил Каспийский торговый путь из Персии в Центральную Россию и по этим же дорогам русские войска направлялись на кавказскую сторожевую линию.
В 1928 году на хуторе был создан колхоз им. Ленина.

## Население
| 2010 |
| ---- |
| 1022 |